# Saint-Sorlin-de-Conac
Saint-Sorlin-de-Conac là một xã trong tỉnh Charente-Maritime trong vùng Nouvelle-Aquitaine, tây nam nước Pháp. Xã Saint-Sorlin-de-Conac nằm ở khu vực có độ cao từ 0-71 mét trên mực nước biển.

## Lịch sử biến động dân số
| Năm  | Dân số | Mật độ |
| ---- | ------ | ------ |
| 1962 | 256    | -      |
| 1968 | 305    | -      |
| 1975 | 231    | -      |
| 1982 | 224    | -      |
| 1990 | 212    | -      |
| 1999 | 201    | 13/km² |